# Knowle West Boy
Knowle West Boy è l'ottavo album del musicista inglese Tricky, uscito nel 2008.

## Tracce
1. Puppy Toy – 3:34
2. Bacative – 3:51
3. Joseph – 2:29
4. Veronika – 3:00, collaboratori: Veronika Coassolo
5. C'mon Baby – 3:04
6. Council Estate – 2:39
7. Past Mistake – 5:07
8. Coalition – 3:59
9. Cross to Bear – 3:45
10. Slow – 3:22 (Kylie Minogue cover)
11. Baligaga – 3:42
12. Far Away – 3:39, collaboratori: Veronika Coassolo
13. School Gates – 3:47